# Токарев, Степан Кириллович
Степан Кириллович Токарев (1922—1997) — старший сержант Рабоче-крестьянской Красной Армии, участник Великой Отечественной войны, Герой Советского Союза (1945).

## Биография
Родился 25 июня 1922 года в селе Сергеевка (ныне — Щербактинский район Павлодарской области Казахстана).
После окончания четырёх классов школы проживал и работал в Магнитогорске.
В 1941 году Токарев был призван на службу в Рабоче-крестьянскую Красную Армию. С декабря того же года — на фронтах Великой Отечественной войны.
К сентябрю 1944 года старший сержант Степан Токарев командовал пулемётным расчётом 616-го стрелкового полка 194-й стрелковой дивизии 48-й армии 1-го Белорусского фронта. Отличился во время освобождения Польши. 4 сентября 1944 года расчёт Токарева переправился через реку Нарев к югу от города Ружаны и принял активное участие в боях за захват и удержание плацдарма на её западном берегу, продержавшись до переправы основных сил.
Указом Президиума Верховного Совета СССР от 24 марта 1945 года старший сержант Степан Токарев был удостоен высокого звания Героя Советского Союза с вручением ордена Ленина и медали «Золотая Звезда».
После окончания войны Токарев был демобилизован. Проживал и работал в Магнитогорске.
Умер 22 июня 1997 года. Похоронен на Левобережном кладбище Магнитогорска.
Был также награждён орденами Красного Знамени, Отечественной войны 1-й степени и Красной Звезды, рядом медалей.